# Mauro Chiaruzzi
Mauro Chiaruzzi (Chiesanuova, 1952) è un politico sammarinese.
Nel 1982 diventa Capitano di Castello di Fiorentino.
Nel 1998 ha ricoperto il ruolo di Coordinatore della Segreteria di Stato per la Sanità e la Sicurezza Sociale. Nel 2001 viene eletto al Consiglio Grande e Generale. Nel 2003 diventa segretario del Partito Socialista Sammarinese e poi del Partito dei Socialisti e dei Democratici. Da novembre 2007 è segretario di stato alla Sanità e la Sicurezza Sociale, la Previdenza e le Pari Opportunità.